# Matilde Filgueiras
Matilde Filgueiras (Buenos Aires, fines del siglo XIX - mediados del siglo XX) fue una educadora argentina, creadora del guardapolvo escolar blanco usado por los alumnos de nivel primario en las escuelas públicas de su país.

## Biografía

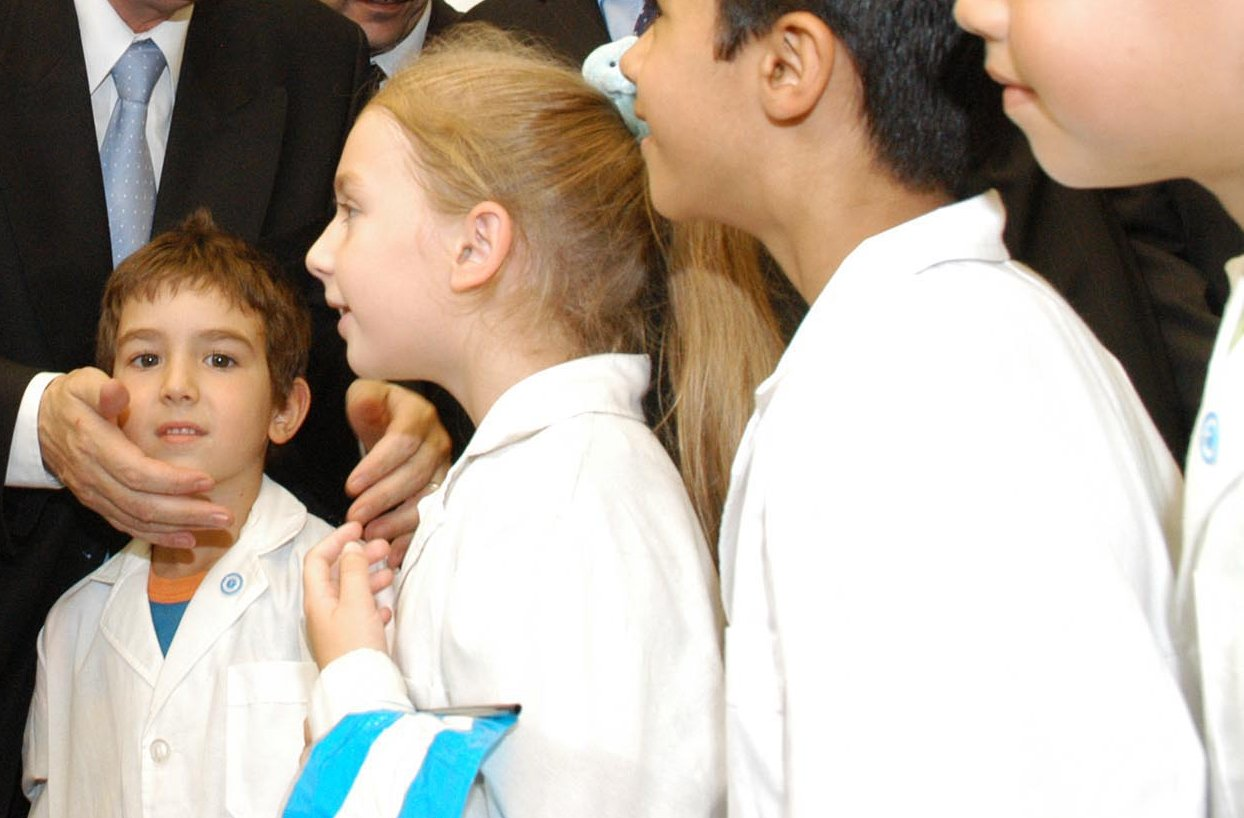
Estudiantes con el guardapolvo blanco de la escuela pública argentina.

Matilde Filgueiras de Díaz se desempeñaba en 1915 como maestra en la escuela Cornelia Pizarro, de la calle Peña 2670, entre Laprida y Agüero (en la ciudad de Buenos Aires). Deseando evitar las evidentes diferencias entre la vestimenta de los alumnos de familias modestas y la que traían los de buen pasar, ese invierno convocó a una reunión de compañeras y padres de alumnos y les propuso hacerles vestir un delantal a todos en horas de clase para evitar, al menos en dicho ámbito, toda diferencia que no fuera de mérito y evitar los problemas de aseo. Aceptada en principio la idea por los presentes, eligieron como color el blanco.
Decidida a concretar su idea, Filgueiras compró con su propio dinero tela blanca (según otros, gris) en una tienda de la calle Florida y las obsequió a las madres dándoles instrucciones para confeccionar los delantales, que pronto se estrenaban en su escuela.
No obstante, hubo denuncias anónimas ante el Consejo de Educación. Dado que estaba prohibido el uso de uniforme en las escuelas, el Consejo envió un inspector que no sólo no desautorizó la medida sino que recomendó su adopción al Consejo.
En 1918 el Consejo de Educación envió una circular a las directoras de escuelas recomendando el uso del guardapolvo. Aunque no especificaba color, el uso del blanco se generalizó adoptándose incluso en países limítrofes. En 1942 el uso pasó a ser obligatorio.